# SS Klondike II
SS Klondike II är en kulturskyddad hjulångare i Whitehorse vid Yukonfloden i det kanadensiska territoriet  Yukon.
Det har funnits två hjulångare med namnet SS Klondike på Yukonfloden. Den första (SS Klondike I) byggdes år 1929 och var i trafik tills den gick på grund  och sjönk den 12 juni 1936. Alla ombord överlevde, men gods och två hästar förlorades. Ångmaskinerna bärgades och användes i den nästan identiska SS Klondike II som byggdes året efter. 
SS Klondike II transporterade silver- och blymalm från Dawson till Whitehorse och passagerare och förnödenheter den andra vägen. Nedströms tog resan 1,5 dygn och uppströms 4–5 dygn. I början på 1950-talet blev hon utkonkurrerad av biltrafiken och byggdes om till kryssningsfartyg. Verksamheten avslutades 1955 på grund av bristande kundunderlag.
Klondike II lades upp och skänktes senare till de kanadensiska myndigheterna. År 1966 flyttades hjulångaren till sin nuvarande plats med hjälp av tre schaktmaskiner, trärullar och 8 ton såpa. Flyttningen tog 3 veckor. 
SS Klondike II upptogs på listan över nationella historiska platser i Kanada år 1968.